# Tridens buckleyanus
Tridens buckleyanus är en gräsart som först beskrevs av Chester Dewey, och fick sitt nu gällande namn av George Valentine Nash. Tridens buckleyanus ingår i släktet Tridens och familjen gräs. Inga underarter finns listade i Catalogue of Life.